# Henry Pelham-Clinton (2e duc de Newcastle)
Henry Fiennes Pelham-Clinton (16 avril 1720 - 22 février 1794) est né à Londres, deuxième fils d'Henry Clinton (7e comte de Lincoln), est un homme politique britannique. Il est 2e duc de Newcastle.

## Biographie
Le père de Henry est décédé en 1728 et son frère, le 8e comte de Lincoln , décédé en 1730, faisant de Henry le 9e Comte de Lincoln. Comme il est toujours mineur, son tuteur est son oncle, le premier duc de Newcastle-upon-Tyne. Newcastle est sans enfant et considère Lord Lincoln comme son héritier. Newcastle et son frère Henry Pelham sont les deux hommes les plus puissants d’Angleterre et sont tous deux Premier ministre. Newcastle contrôle le Mécénat du Parlement et de la Couronne, si bien que Lord Lincoln est comblé de postes de sinécure qui lui rapportent un revenu élevé, dont le plus important est le poste de contrôleur des douanes pour le port de Londres. 
Après avoir obtenu son diplôme universitaire, Lord Lincoln est envoyé à l'étranger pour compléter ses études. À Turin en Italie, où il étudie l'escrime, il est rejoint par son ami d'école, Horace Walpole. Celui-ci est amoureux de Lord Lincoln et son biographe, Timothy Mowl, pense que les deux hommes sont amoureux. Lord Lincoln est extrêmement beau et aurait plus tard la réputation d'être le plus bel homme d'Angleterre. Alors qu'ils sont encore sur son Grand Tour, Walpole et Lord Lincoln se disputent et se séparent. Il est retourné en Angleterre. 
Le 16 octobre 1744, il épouse (24 juillet 1727 - 27 juillet 1760), sa cousine Catherine Pelham, fille de son oncle Henry Pelham, alors premier ministre. Un accord est signé en vertu duquel Lord Lincoln devient l'héritier de ses deux oncles, Henry Pelham et le duc. Par l'intermédiaire de ses oncles, Lord Lincoln obtient également une place à la cour, faisant de lui un gentilhomme de la chambre à coucher du roi. En 1752, il est fait chevalier de la jarretière. 
En 1756, son oncle, qui est déjà Duc de Newcastle, demande au roi George II de faire de son neveu, Lord Lincoln, l'héritier du titre. George II accède à la demande et, à la mort du duc en 1768, Lord Lincoln devient le 2e duc de Newcastle-under-Lyne. 
Le nouveau duc reste à l'écart de la politique, sauf dans deux cas. Il a une influence considérable en raison des sièges parlementaires qu'il contrôle. Il utilise son influence pour promouvoir la carrière de son cousin Henry Clinton, officier de carrière. Le duc plaide avec succès pour que Sir Henry soit nommé commandant en chef des forces britanniques en Amérique pendant la révolution américaine. Le fils du duc, Thomas, est l'Aide de camp d'Henry Clinton. En 1768, le duc est nommé au Conseil privé. 
En décembre 1783, le roi George III demande au duc de soutenir le nouveau ministère de William Pitt le Jeune, qui éprouve des difficultés à obtenir l'appui du Parlement pour son poste de Premier ministre. Henry ordonne aux six députés sous son contrôle de soutenir Pitt, l'aidant à obtenir suffisamment de voix au parlement pour former un ministère. 
Le duc est mort en 1794 à Westminster. 
Le duc est principalement connu aujourd'hui comme le créateur de Clumber Park (en), sa résidence à la campagne dans le Nottinghamshire, et le chien de race Clumber Spaniel, nommé d'après le domaine. Clumber Park est commencé en 1768 sur le grand domaine que le duc a hérité de son oncle. Quatre mille acres (16 kilomètres carrés) de landes stériles sont aménagés dans l'un des plus beaux parcs privés d'Angleterre, avec un grand lac artificiel. Le grand manoir construit à cet endroit est démoli en 1938, mais le parc appartient aujourd'hui au National Trust et est ouvert au public. 
De 1742 à 1764, il est également bailli du conseil d'administration de la Bedland Level Corporation Fenland .
Les papiers du 2e duc sont maintenant conservés par des manuscrits et des collections spéciales à l'Université de Nottingham.

## Famille
Avant la mort de sa femme à l'âge de 33 ans, le duc a quatre fils avec elle: 
- George Pelham-Clinton, Lord Clinton (26 novembre 1745 - 19 août 1752)
- Henry Fiennes Pelham-Clinton (5 novembre 1750 - 18 octobre 1778), qui épouse Frances Seymour-Conway (4 décembre 1751 - 11 novembre 1820) le 21 mai 1775.
- Thomas Pelham-Clinton (3e duc de Newcastle) (1er juillet 1752 - 18 mai 1795), qui épouse Anna Maria Stanhope (31 mars 1760 - 18 octobre 1834) le 2 mai 1782.
- John Pelham-Clinton (1755-1781)